# Joseon
Dynastiet Joseon (hangul: koreansk 조선국; hanja: kinesisk 朝鮮國; oversat: Joseon-guk; McCune-Reischauer: Chosŏn-guk (Riget Joseon) eller 조선 왕조; 朝鮮王朝; Joseon Wangjo; Chosŏn Wangjo (Kongedynastiet Joseon)), flere alternative skrivemåder eksisterer eller har eksisteret, så som Chosŏn, Choseon, Choson eller Chosun var et koreansk dynasti som eksisterede mellem 18. juli 1392 og 8. oktober 1897, da det blev afløst af Kejserriget Korea (1897-1910).
Joseon blev grundlagt af Yi Seong-gye, kong Taejo på ruinerne af et andet koreansk kongedømme, Goryeo, da dette blev styrtet. Landet fik tidlig sit nye navn og hovedstaden flyttet til dagens Seoul. I nord tog kongedømmet kontrollen tilbage fra Jurchen og udvidede landets grænser til naturlige grænser som skabes af floderne Yalu og Tumen. Joseon er det sidste af de koreanske monarkier og det længst regerende konfucianske dynasti i verden.
Joseon konsoliderede sin absolutte magt over Koreahalvøen, byggende på de konfucianske idealer og doktrinerne i det koreanske samfund, importerede og tilpassede kinesisk kultur og udviklede den klassiske koreanske kultur, handelen, videnskaben, litteraturen og teknologien.
Dynastiet blev væsentlig svækket i 1500- og 1600-tallet, da det først blev invaderet to gange af Japan i det, som er kendt som Imjinkrigen, og der efter to gange af manchuerne, som kort tid senere oprettede Qing-dynastiet i Kina. Dette forstærkede en hård og absolut isolationistisk politik, og landet blev derfor kendt i udlandet som Eremitkongedømmet. Efter de mange invasionsforsøg levede landet i fred, men på mange måder svækket, i 200 år.
Kongemagten blev svækket i løbet af 1700-tallet, men særlig i 1800-tallet blev presset indefra og udefra så stort, at landet blev tvunget til at åbne sig mod omverdenen. Fra 1897 til 1910 var Korea officielt kendt som Kejserriget Korea, før landet i 1910 blev koloniseret af Japan, hvilket markerede afslutningen for kongedømmet.
Joseon-kongerne har sat tydelige mærker efter sig i dagens Korea; meget af nutidens etikette, kulturnormer, sociale stilling, sprog og dialekter kommer fra denne periode i Koreas historie.

## Historie

### Tidlig Joseon

#### Grundlæggelse
Mod slutningen af 1300-tallet var det nær 500-år gamle Kongerige Goryeo, etableret af Wang Geon i 918, blevet ustabilt, statsfunktionerne var kollapset efter mange års krig, og en de facto-okkupation af Mongolriget. Efter etableringen af Ming-Kina, blev kongehoffet i Goryeo delt i to rivaliserende fraktioner. En gruppe ledet af general Yi Seong-gye som støttede Ming-Kina, og en gruppe ledet af general Choe Yeong, som støttede Yuan-Kina. Da en budbringer fra Ming kom til Goryeo i 1388 (14. år under Kong U) for at kræve tilbagelevering af en betydelig del af Goryeos nordre del, greb general Choe Yeong muligheden, som bød sig, og argumenterede for et angreb mod Liaodonghalvøen. Goryeo krævede at være efterfølgeren til Kongedømmet Goguryeo, og krævede derfor også dele af Manchuriet som en del af det koreanske territorium.
General Yi Seonggye blev valgt til at lede angrebet, men på vej nord over gjorde han oprør. Han vendte sine styrker syd over og ledte dem mod Goryeo-hovedstaden, nutidens Gaegyeong, hvor han gennemførte et kup og afsatte kong U til fordel for hans søn, kong Chang i 1388. Året efter dræbte han kong U og hans søn etter en mislykket resturation. Yi Seonggye tvang en anden kongelig til at overtage tronen, også han havde efternavnet Yi og blev kong Gongyang. I 1392 fik general Yi Jeong Mong-ju, en højt respekteret leder af en gruppe loyal til Goryeo dræbt, der efter blev kong Gongyang afsat og sendt i eksil til Wonju, deretter Samcheok, hvor han døde. Dermed var kongedømmet Goryo ved vejs ende.
Yi Seonggye, nu kong Taejo var i begyndelsen indstillet på at fortsætte med navnet Goryeo og alene ændre kongelinjen til hans egen for at opretholde en facade, som om ingenting var sket, og videreføre Goryo-traditionen. Men efter flere trusler om mytteri fra det svækkede men fortsat indflydelsesrige Gwonmun-aristokrati, som fortsat sværgede sin loyalitet til resterne af Goryeo og den nu skadeskudte Wang-klan, og en konsensus fra det reformerede hof om, at en ny titel var nødvendig for at markere et skifte, slog Taejo fast det nye konge-dynastiet i 1393 under navnet Joseon ("Morgenstilhed;" en reference til det første koreanske rige, Gojoseon), mens navnet på landet blev "Kongedømmet det store Joseon". Han flyttede også hovedstaden til Hanyang, dagens Seoul.

#### Konflikten mellem prinserne
Efter etableringen af kongedømmet kom også spørgsmålet om hvem af Yis sønner, som skulle efterfølge faderen som Joseon-konge. Taejos femte søn med dronning Sineui, Yi Bang-won, havde bidraget mest til at få faderen på tronen. Men statsminister Jeong Do-jeon og Nam Eun anvendte deres indflydelse hos kong Taejo til at foreslå hans ottende søn, anden søn med dronning Sindeok, prins Uian (Yi Bang-seok) som kronprins i 1392. Konflikten kom frem, fordi Jeong Do-jeon, som formede og etablerede det ideologiske, institutionelle og juridiske grundlag for det nye kongedømme mere end nogen anden, så Joseon som et kongedømme ledet af ministre udpegekt af kongen, mens Yi Bang-won ville etablere et absolut monarki styret direkte af kongen. Med Taejos støtte begrænsede Jeong Do-jeon kongefamiliens magt ved at forbyde politisk engagement fra prinserne, samt ved at forsøge at afvikle prinsernes private hære. Begge sider var klar over hadet mod hinanden og forberedte sig på at slå til først. Efter dronning Sindeok pludselige død i 1398 og i kong Taejos sørgeperiode, slog kongens anden søn, Yi Bang-won, til og hærgede det kongelige palads. Der dræbte han Jeong Do-jeon og hans støtter, samt dronning Sindeoks to sønner (hans halvbrødre), herunder kronprinsen. Hændelsen blev kaldt "prinsernes første kamp".
Rystet over, at hans sønner ville dræbe hinanden for tronen og psykisk udmattet som følge af drabet på hans anden kone, abdicerede kong Taejo og kronede umiddelbart hans andre søn Yi Bang-gwa, til kong Jeongjong og ny Joseon-konge. En af kong Jeongjongs første handlinger som monark var at flytte hovedstaden tilbage til Kaeseong, hvor han mente, at det var betydeligt mere komfortabelt at bo. Fremdeles havde Yi Bang-won reel magt og kom snart i konflikt med den misfornøjede og ældre broder, Yi Bang-gan, som også ønskede sig magt og indflydelse. I 1400 var spændingen mellem Yi Bang-wons fraktion og Yi Bang-gans tilhængere så stærk, at den eskalerede til en åben kamp, som blev kendt som "prinsernes anden kamp". Yi Bang-gan tabte og blev sendt i eksil til Tosan mens hans støtter blev henrettede. Under dette pres genindsatte kong Jeongjong Yi Bang-won som arving, og valgte der efter at abdicere. Samme år blev Yi Bang-won kronet til den tredje Joseon-konge som kong Taejong.

#### Konsolidering af kongemagten
I begyndelsen af Taejongs regime, nægtede den tidligere kong Taejo at videregive det kongelige segl, som gav enhver konge sin legitimitet. Taejong begyndte at tage politiske initiativer, som han mente ville vise hans kvalifikationer for stillingen. En af hans første kongegerninger var at afvikle privilegiet, som mange i overklassen og i aristokratiet frem til da havde haft: at kunne have private hære. Hans beslutning reducerede mulighederne, som disse havde haft for at kunne lade militære styrker støtte et oprør mod kongen. Samtidig blev den nationale hær betydeligt styrket. Næste beslutning var at revidere det eksisterende lovværk for taksering af ejerskab til land samt et folkeregister. Meget landareal var holdt skjult for myndighederne, og dette blev nu registreret med den følge, at statens indtægter blev fordoblet.
I 1399 havde Taejong spillet en betydelig rolle i at afvikle Dopyeong, en forsamling fra den gamle statsadministrations dage, som havde monopol på retsvæsenet under Goryeos svækkede statsmagt, til fordel for Joseons statsråd, et nyt organ i centralmagten omkring kongen. Efter at have gennemført sine første beslutninger udarbejdede kong Taejong et nyt dekret, hvorefter alle beslutninger, som Joseons statsråd fattede, kun skulle virkeliggøres med kongens godkendelse. Dette gjorde ende på en praksis, hvor ministre og rådgivere kunne godkende beslutninger efter debat og forhandlinger indbyrdes. Dermed blev mere magt samlet i kongens hænder. Derefter etablerede Taejong et eget kontor, Sinmun, hvor indbyggere kunne fremlægge sager, hvis de var blevet uretfærdigt behandlet eller truet af myndighedspersoner eller af aristokratiet. Taejong beholdt de fleste af Jeong Do-jeons reformer. Desuden både henrettede og sendte han i eksil flere af sine egne støtter, som havde hjulpet han frem til kongemagten, for at styrke den kongelige autoritet. For at begrænse indflydelsen fra sine slægtninge dræbte han sin egen dronnings fire brødre, og sin søn Sejongs svigerfader. Taejong forbliver en kontroversiel figur, som dræbte mange af sine rivaler og slægtninge for at få mere magt, men som allikevel styrede effektivt ved at forbedre indbyggernes liv, styrke det nationale forsvar og lægge fundamentet for sin efterfølger, Sejong.

#### Kong Sejong den store
I august 1418 blev Sejong den fjerde Joseon-konge, to måneder efter at forgængeren Taejong abdicerede. I maj 1419 måtte kong Sejong, med sin fader Taejong som rådgiver, håndtere Ōei-invasionen for at fjerne de plagsomme japanske pirater, som hærgede ud for øen Tsushima i Koreastrædet. I september 1419 kapitulerede Tsushimas daimyo, Sadamori. I 1443 blev Gyehaetraktaten underskrevet, hvori Tsushimas daimyo blev givet rettigheder til at handle med Korea med 50 skibe årlig, i bytte for tribut til Korea, samt at hjælpe til med at standse alle japanske kystpirater, som hærgede koreanske havne.
Ved den nordlige grænse etablerede Sejong fire forter og seks grænseposter for at beskytte befolkningen fra fjendtlige kinesiske og manchuriske nomader, som angreb fra Manchuriet. I 1433 sendte Sejong general Kim Jong-seo nordpå for at ødelægge Manchu. Kims militære styrke erobrede flere slotte, fortsatte nordover og generobrede gammelt koreansk land, omtrent der, hvor den senere koreansk-kinesiske grænse findes.
Under Sejong udviklede Korea sig indenfor naturvidenskab, landbrug, litteratur, folkemedicin og ingeniørvidenskab. Sejongs succes indenfor flere områder førte til, at han efter sin død fik titlen "den store" lagt til sit navn, som en af to koreanske monarker. Men han er måske bedst kendt for at have bidraget til etableringen af det koreanske alfabet Hangeul, i 1443.

#### De seks martyrministre
Efter kong Sejongs død i 1450 blev hans søn Munjong kronet og fik opgaven med at føre faderens arv videre. Men alt i 1452 døde han. Hans 12 år gamle søn, Danjong blev ny konge, hvilket hans onkel Sejo forstod at udnytte. Onklen tog kontrol over regeringen og efter tre år afsatte han nevøen og kronede sig selv til den syvende Joseon-konge i 1455. I 1456 sørgede kong Sejo for at dræbe seks ministre mistænkte for at have planlagt et attentat mod kongen med det mål at få Danjong tilbage på tronen. Sejo dræbte også Danjong selv, i paladset i Yeongwol, hvortil han var sendt i indre eksil. Til trods for at han havde stjålet tronen fra sin unge nevø, viste Sejo sig som en mindst lige så god monark som Taejong. Han styrkede landets administrative system, blandt andet med folketællinger, og et system for hurtigere at kunne mobilisere soldater. Han indførte landreformer for at bedre økonomien og opfordrede til trykning af bøger. Men vigtigst var, at han fuldførte en kode for statsadministrationen, som blev en hjørnesten for kongedømmets statsmagt, og sørgede for den første form for en skreven konstitutionel lov i Korea.
Efter Sejo blev hans svagere søn Yejong ny konge, men han døde efter to år i 1469, og Yejongs nevø, Seongjong tog over. I hans regeringstid udviklede den nationale økonomi sig, og man fik fremvæksten af neokonfucianske lærde indenfor Sarimtraditionen. Disse blev opmuntrede af Seongjong til at deltage i politiske diskussioner. Han etablerede Hongmungwan, det kongelige bibliotek og et råd med konfucianske lærde, som han benyttede for at diskutere filosofi og regeringens politik. Han bidrog til en kulturel guldalder, som bragte det på niveau med kong Sejongs regeringstid, ved at publicere flere bøger om blandt andet geografi og etik. Han sendte også militære styrker mod landets nordlige grænse for at standse jurchenerne og stabilisere grænseområdet.

#### Forfølgelse af lærde
Seongjongs søn Yeonsangun bliver ofte anset som den værste tyran af alle monarkerne i Korea, først og fremmest som en følge af forfølgelsen af de boglærde mellem 1498 og 1506. Han blev mentalt forstyrret efter, at han fik at vide, at hans biologiske mor ikke var dronning Jung-hyeon men den nu afsatte dronning Yoon. Yoon blev tvunget til at drikke gift efter at have forgiftet en af Seongjongs konkubiner i jalousi, og efterlod et kloremærke i Seongjongs ansigt.
Da han blev vist et tøjstykke angivelig stænket med moderens blod, som følge af opkast efter giftdrikningen, ihjelslog han to af Seongjongs konkubiner, som havde anklaget Yoon og skubbet stordronning Insu, som derefter døde. Han henrettede regeringsmedlemmer, som havde støttet Yoons død sammen med deres familier. Han henrettede også Sarimlærde for at skrive fraser kritiske til hvordan, Sejos tilranede sig den koreanske trone. Han arresterede tusind kvinder fra landet, som blev tvunget til at tjene som paladsunderholdere og gjorde det kongelige universitetet, Seonggyungwan, til en personlig forlystelsesarena. Han afskaffede det rådgivende organ, som var ment at udøve kritik mod uanstændige handlinger og politik fra kongens side, foruden Hongmungwan. Han bandlyste brugen af hangul efter, at nogen indbyggere havde kritiseret kongen med plakater skrevet på hangul. Efter 12 år med vanstyre blev han til sidst afsat ved et kup, som gav hans halvbroder Jungjong tronen i 1506.
Jungjong var en svag konge som en følge af anledningen til, at han i hele taget blev konge. Men hans regeringstid var en periode med omfattende reformer ledede af hans minister Jo Gwang-jo, en karismatisk leder for Sarim-skolen. Han etablerede et lokalt selvstyre (Hyang'yak) for at styrke den lokale autonomi og samfundsånden blandt indbyggerne, forsøgte at reducere gabet mellem rig og fattig ved hjælp af landreformer, som fordelte landarealet mere retfærdigt og begrænsede det areal og det antal slaver, en person kunne eje, han offentliggjorde konfucianske skrifter på lokale dialekter og forsøgte at reducere størrelsen på statsapparatet ved at reducere antallet af bureaukrater.
Ifølge Kongedømmet Joseons annaler blev det sagt, at ingen myndighedspersoner turde modtage bestikkelser eller udnytte sin stilling i denne periode, fordi kongen tog loven meget alvorlig. De radikale reformer blev godt modtaget blandt indbyggerne, men blev modarbejdet af konservative myndighedspersoner, som hjalp Jungjong til tronen. De lagde planer for at få Jungjong til at tvivle på Jos loyalitet ved at skrive "Jo vil blive konge" (주초위왕, 走肖爲王) med honning på blad, så at larvene skulle efterlade den samme frase som en slags overnaturlig manifestation. Jo Gwang-jo blev henrettet, og de fleste reformerne døde med ham, og man fik en ny periode med forfølgelse af de lærde i 1519. De næste 50 årene var hoffet hærget af blodige og kaotiske stridigheder mellem fraktioner, som støttede rivaliserende prinser og ægtefæller. Indgifte i kongefamilien fik betydelig magt og bidrog til at korruptionen florerede.

### Mellemperioden for Joseon
Mellemperioden for kongedømmet Joseon bar præg af flere intense og blodige magtkampe mellem politiske fraktioner, som svækkede nationen. Invasionsforsøg fra Japan og Manchuriet havde nær væltet hele kongedømmet.

#### Magtkamp
Sarimfraktionen, som tabte flere politiske kampe under Yeonsangun, Jungjong og Myeongjong, øgede indflydelsen over regeringen i Seonjos kongeperiode, men blev snart splittet i en østlig og en vestlig fraktion, hvor den østre fraktionen atter blev splittet i en nordlig og en sydlig fraktion. Den vestlige fraktion blev også splittet i to fraktioner for henholdsvis ny og gammel tradition. Magtforskydninger mellem disse grupper blev ofte efterfulgt af beskyldninger om forræderi og blodige fejder, som igen førte til hævnaktioner efterhånden, som regimet fik stadig nye konger.
Et eksempel er forræderisagen i 1589 (기축옥사), hvor et medlem af den østlige fraktion, Jeong Yeo-rip, blev beskyldt for at konspirere med den hensigt at starte et oprør. Jeong havde etableret en gruppe støtter, som også fik militær træning for at kæmpe mod japanske banditter. Det hersker fortsat usikkerhed knyttet til formålet med gruppen, som afspejlede et ønske om et klasseløst samfund og som spredte sig i Honamregionen. Lederen for den vestlige fraktion, Jeong Cheol, ledede efterforskningen og benyttede hændelsen til at forfølge alle medlemmer af den østlige fraktion, som havde haft det mindste med Jeong at gøre. Til sidst var over 1000 mennesker dræbt eller sendt i eksil.

#### Japanske invasioner
Gennem den koreanske historie, var der stadige piratangreb både på land og sø. Den eneste begrundelse for Korea at have sin egen marine var at sikre søværts handel mod wokoupirater. Den koreanske marine slog piratangreb tilbage ved at benytte en avanceret form for krudt-teknologi, blandt andet kanoner med brandpile; singijeon som blev skudt ud fra en hwacha.
Under de japanske invasioner af Korea mellem 1592 og 1598, planlagde den japanske krigsherre Toyotomi Hideyoshi angrebet på Ming-Kina ved hjælp af portugisiske pistoler. Han invaderede Korea med sine daimyō og deres tropper i 1592 og 1597 og planlagde at bruge Korea som et springbræt for angrebet mod Kina. Kongedømmet Joseons hof var splittet og kunne ikke mønstre modstand mod de japanske angribere, de diplomatiske fremstød mislykkedes og bidrog samlet set til Joseon-rigets elendige forberedelser. Japanernes brug af europæiske skydevåben førte til, at det meste af den sydlige del af Koreahalvøen blev okkuperet i løbet af få måneder, og både Hanseong (dagens Seoul) og Pyongyang blev besatte.
Lokal modstand, deriblandt guerillakrig sakkede farten på de japanske styrker, og invasionen stansede helt op efter, at admiral I Sun-sin ødelagde den japanske invasionsflåde. Korea fik kontrol over skibslejerne rundt halvøen, hvilket var ødelæggende for de japanske forsyningslinjerne. Ming-Kina intervenerede desuden på Koreas side ved på sende en enorm styrke i 1593, som sammen med koreanske soldater drev japanske soldater tilbage.
Under krigen udviklede Korea kraftige skydevåben og skildpaddeskibe. Styrkerne fra Joseon-Korea og Ming-Kina vandt men til en høj pris. Krigen førte til, at forholdet mellem Korea og Japan var nærmest ikke-eksisterende frem til 1609.

#### Manchuinvasionerne
Efter krigen lå Koreahalvøen ødelagt tilbage. Samtidig samlede høvding Nurhaci (regerede 1583-1626) hos jianzhoujurchenerne alle de jurchenske stammer i Manchuriet til en stærk koalition, som hans søn Hung Taiji (regerede 1626-1643) omsider skulle kalde for "Manchuere". Efter, at han erklærede "De syv anklager" mod Ming-Kina i 1618, var det flere militære sammenstød mellem Nurhaci og Ming-Kina. Ved behov bad Nurhaci om hjælp fra kong Gwanghaegun (regerede 1608-1623), hvilket satte Joseon-Korea i en vanskelig position, fordi Ming-hoffet også bad Joseon-Korea om militær assistance. Joseon-kongen forsøgte at være upartisk, men de fleste af hans embedsmænd gik imod ham for ikke at støtte Ming, som havde hjulpet Korea under Hideyoshis invasioner noget årti tidligere.
I 1623 blev kong Gwanghaegun afsat af den vestlige fraktion og sendt i indre eksil, først på Ganghwa, der efter på Jeju, hvor han døde i 1641. Kong Injo (regerede 1623-1649) besteg tronen og forviste Gwanghaeguns støtter. Han ændrede den tidligere konges udenrigspolitik, og den nye konge nægtede at støtte Ming åbent, men et oprør ledet af general Yi Gwal i 1624 ødelagde Joseon-Koreas forsvar mod nord. Selv efter, at oprøret var slået ned, måtte kong Injo afse soldater til hovedstaden for at sikre stabilitet, med den følge, at færre soldater blev tilbage i nord for at beskytte grænserne.
I 1627 gik en jurchensk hær på 30.000 soldater ledet af Nurhacis nevø, Amin over Joseon-Koreas grænsen og ødelagde det nordlige forsvar. Efter et hurtigt felttog assisteret af nordlige yangban, som havde støttet kong Gwanghaegun, påtvang jurchenerne Joseon-Korea en traktat, hvor man måtte acceptere "broderlige relationer" med den jurchenske stat. Fordi kong Injo holdt fast ved hans anti-manchu politik, sendte Qing-Kinas hersker Hong Taiji en straffeekspedition på 120.000 soldater til Joseon i 1636. Kong Injo blev tvunget til at afslutte forbindelserne til Ming og acceptere Qings suverænitet i stedet. Injos efterfølger, kong Hyojong (regerede 1649-1659), forsøgte at etablere en hær for at jage fjenden ud og redde Kina fra manchurerne, men lykkedes ikke i dette.
Til trods for, at Joseon-Korea var blevet en tributstat under Qing, frygtede Joseonlederne og landets intellektuelle mere for at blive erobret af manchurerne, som de anså som barbarer. Længe efter, at Joseon havde underkastet sig Qing, fortsatte hoffet og landets lærde at bruge Ming-perioder, som da en lærd skrev 1861 som "det 234 år efter Chongzhen."
Korea blev stadigt mere isolationistisk. Kongerne forsøgte at begrænse kontakten med andre lande.

### Det senere Joseon
Efter invasionerne fra Japan og Manchuriet oplevede Joseon en relativt fredelig periode, som varede i 200 år. Man fik den konfucianske socialreform Silhak (praktisk læring). Tidligere Silhak-lærde arbejdede for en betydelig reform af eksamenerne for statstjenestemænd, beskatningen, naturvidenskab og udvikling af landbruget med ny landbrugsteknologi. De mente, at man skulle reetablere samfundsstrukturen efter, at den var stærkt ødelagt efter flere invasioner. Under ledelse af kong Hyeonjongs chefsminister, Kim Yuk, blev reformerne implementerede, og de viste sig at give betydelige fordele, både for indtægterne til statskassen, men også for de fleste bønder.
Kongerne Sukjong og hans søn Yeongjo forsøgte at løse problemerne, som var skabt af, at enkelte af hoffets fraktioner fik mere magt end de andre. Det blev derfor gennemført en meget streng politik, hvor ingen blev favoriseret og alle lige behandlet. Personer blev rekrutterede til statsforvaltningen uafhængig af hvilken politisk fløj, de tilhørte.
Kong Yeongjo og kong Jeongjo ledede Joseon-Koreas renæssance. Yeongjos barnebarn, Jeongjo, gennemførte flere reformer i sin regeringstid, det bedst kendte er måske etableringen af det kongelige bibliotek Kyujanggak i et forsøg på at bedre den kulturelle og politiske position for Joseon. Kong Jeongjo ledede desuden flere sociale initiativer og åbnede statsapparatet for personer som normalt ville være blevet overset på grund af deres sociale status og position. Kong Jeongjo havde støtte fra mange af de Silhak-lærde. Under Jeongjo udviklede Joseon-Korea sig indenfor populærkultur. De Silhak-lærde opmuntrede til, at staten skulle afspejle dens indbyggeres traditioner og livsstil og etablerede studier inden for koreansk historie, geografi, epigrafik og sprog.

### Nedgangen
I 1863 blev kong Gojong koreansk monark. Hans fader, regent Heungseon Daewongun, styrede på hans vegne indtil, Gojong selv blev voksen. I midten af 1860-terne var regenten i ledelsen for dem, som ønskede isolationisme, og ledede også forfølgelse af koreanere, som havde konverteret til katolicismen, og katolske missionærer, som havde bragt religionen til Korea. Politiken førte til det franske angreb på Korea i 1866. De tidligste år i Gojongs regeringstid, blev det ødelagte kongepalads Gyeongbokgung genopbygget og færdiggjort i 1867. Under Heungseon Daewongun mistede den politiske fløj ledet af Andong Kim-klanen al magt. I 1871 støttede koreanske og amerikanske marinefartøjer sammen efter General Sherman-hændelsen i 1866.
I 1873 indtog kong Gojong kongetronen efter, at han var blevet gammel nok, og efter, at Heungseon Daewongun trak sig. Den kommende dronning Min (senere Kejserinde Myeongseong) tog kontrol over hendes hof og sørgede for at give familiemedlemmer dominerende positioner.
Japan havde efter Meijirestaurationen fået tilgang på vestlig våbenteknologi og kunne derfor tvinge Joseon-Korea til at indgå den påtvugne Ganghwa-traktat i 1876. Denne tvang Korea til at åbne tre havnebyer for handel og gav samtidig japanere ekstraterritoriel status. Port Hamilton blev besat af den britiske marine i 1885.
Mange koreanere foragtede Japan og anden udenlandsk indflydelse over landet og den korrupte og undertrykkende kongemagt. I 1894 startede en koreansk religiøs sekt (Donghak-bevægelsen) et oprør, som blev kendt som Donghakoprøret. Dette var i hovedsagen et bondeoprør, hvor bondeleder Jeon Bong-jun tog kontrol over styrkerne under den lokale hersker Jo Byong-gap i slaget ved Go-bu 11. januar 1894. Efter kampene blev Jos ejendomme delt ud til bønderne. I maj havde bondehæren nået Jeonju, og Joseon-regeringen bad Qing-Kina om hjælp for at slå oprøret ned. Qing sendte 3.000 soldater, som fik oprørerne til at forhandle om en våbenhvile. Japan så Qing-Kinas indgriben som en trussel og sendte 8.000 soldater til Korea, som erobrede kongepaladset i Seoul og indsatte en pro-japansk regering den 8. juni 1894, som igen bad japanerne om at fordrive de kinesiske styrker. Dette førte hurtigt til udbruddet af første kinesisk-japanske krig (1894–1895) mellem Kina og Japan, en krig som fortrinsvis foregik på koreansk territorium.
Kejserinde Myeongseong forsøgte at svare på den japanske intervention i Korea og overvejede at henvende sig til Rusland eller Kina for støtte. I 1895 blev Myeongseong (omtalt som "dronning Min")) dræbt ved et japansk attentat. Den japanske minister i Korea, Miura Goro, planlagde og ledede gennemførslen af attentatet. En gruppe japanske agenter gik sammen med Hullyeondaehæren ind i kongepaladset Gyeongbokgung i Seoul. Dette var allerede under japansk kontrol. Først dræbte de kejserinde Myeongseong, der efter lemlæstede de kroppen på hende i paladsets nordfløj.
Qing-Kina måtte acceptere tabet til Japan ved freden i Shimonoseki underskrevet den 17. april 1895, hvor Kina anerkendte Koreas "fulde og omfattende suverænitet". Efter datidens realiteter indebar det, at den tidligere kinesiske vasalstat nu blev til et japansk protektorat. Joseon-hoffet, under pres fra langt større udenlandske magter, havde efter dette behov for at genrejse den nationale integritet og erklærede derfor oprettelsen af Kejserriget Korea i 1897. Gojong tog titel af kejser for at understrege Koreas uafhængighed. Desuden startede Gojong arbejdet med at importere udenlandsk teknologi, især fra Rusland, for at kunne stå imod Japan. Teknisk set markerede 1897 slutningen på Joseon-Korea, eftersom landets officielle navn blev ændret. Imidlertid var det fortsat Joseon-Koreas kongehus, som regerede, dog under pres fra Japan og Rusland.
I en serie manøvreringer og modmanøvreringer formåede Japan at slå den russiske flåde ved Slaget om Port Arthur i 1905. Efter, at den Den russisk-japanske krig blev afsluttet ved Portsmouth-traktaten, lå vejen åben for Japan til at tage kontrollen over Korea. Efter, at Korea blev påtvunget Eulsatraktaten i 1905, blev landet et japansk protektorat. Itō Hirobumi blev den første japanske generalresident i Korea men blev senere dræbt af den koreanske uafhængighedsaktivist An Jung-geun i 1909 ved jernbanestationen i Harbin. Trods koreansk modstand blev Korea annekteret gennem den påtvungne annekteringstraktat i 1910.

## Ledelse
Joseon-Korea var et stærkt centraliseret monarki og neokonfuciansk bureaukrati som beskrevet i Gyeongguk daejeon, en slags koreansk konstitution.

### Kongen
Kongen havde absolut autoritet, men kongens faktiske magt varierede afhængig af de rådende politiske forhold. Han var bundet af traditioner, tidligere kongers beslutninger, Gyeongguk daejeon og konfuciansk lære. Kongen forlangte absolut loyalitet fra sine embedsmænd og undersåtter, men embedsmændene var forventede at skulle vejlede kongen i fald, de mente, at han var i færd med at gøre noget dumt eller galt. Naturkatastrofer blev anset at indtræde på grund af kongens fejl, og Joseon-kongerne var derfor ekstra opmærksomme, når disse skete. Ved tørke eller andre katastrofer, som ofte gentog sig, accepterede kongen ofte kritik fra både embedsmænd og fra indbyggerne, og uanset hvad, de måtte sige eller skrive, ville de være beskyttet mod straffeforfølgelse efter loven, men også her fandtes der nogen få undtagelser.

### Embedsmænd
Embedsmændene blev rangeret i ni niveauer, hvert niveau delt i et senior og et juniorniveau. Rangeringen gik derfor fra første niveau senior (정1품, 正一品) ned til niende niveau junior (종9품, 從九品). Niveaupladsering blev opnået gennem alder og forfremmelse eller gennem kongelig dekret baseret på en statseksamen eller anbefaling. Embedsmændene bar i henhold til Gyeongguk daejeon på første, andre og tredje niveau røde kapper, til og med sjette niveau blå, og de laveste grønne kapper. En embedsmands stilling gav ofte en yangbanstatus, adelig titel som kunne arves i tre generationer. For at få en sådan titel, måtte man gennemgå en række gwageoeksamener. Disse fandtes i tre varianter, litterær, militær og diverse, hvor den litterære eksamen var den mest prestigefyldte. Mange af nøgleposterne, herunder alle i de tre Samsa-kontorerne, var kun åbne for kandidater med litterær eksamen.
Den litterære eksamen var firedelt, og man måtte bestå alle for at blive en embedsmand. Et hold på 33 kandidater måtte tage den sidste eksamen foran kongen. Kandidaten med det bedste resultat blev placeret som junior i sjette niveau. De to med næst bedste resultater blev placeret som junior i syvende niveau. De næste syv kandidater blev placeret som junior i ottende niveau, mens de sidste 23 blev placeret i niende niveau som juniorer, den laveste af de 18 rangpladser.
Embedsmænd på første senior og juniorniveau samt andre seniorniveau blev titulerede med "dae-gam" (대감, 大監), mens andet junior og tredje senior blev titulerede "yeong-gam" (영감, 令監). De rød-klædte blev ofte kaldt for "dangsanggwan" (당상관, 堂上官), og tog del i beslutningsprocessen ved at deltage på møder i kongens råd. De øvrige blev kaldt for "danghagwan" (당하관, 堂下官).

### Central regering

#### Statsråd
Joseons statsråd (Uijeongbu, 의정부, 議政府) var landets øverste forsamling, men dets magt og myndighed sank efterhånden. Forsamlingens leder (Yeonguijeong, 영의정, 領議政), venstre statsrådsleder (Jwauijeong, 좌의정, 左議政), og højre statsrådsleder (Uuijeong, 우의정, 右議政) var de øverste embedsmænd i Joseon-Korea. De tre blev assisterede af en venstre minister (Jwachanseong, 좌찬성, 左贊成) og en højre minister (Uichangseong, 우찬성, 右贊成), og der efter fulgte syv lavere embedsmænd. Statsrådets magt var omvendt proportional med kongens. Det var perioder, hvor det havde i direkte kontrol over Joseons seks departementer, det øverste udøvende organ i kongedømmets magtapparat, men havde almindeligvis blot en rådgivende rolle over for en stærkere konge. Embedsmændene kunne besætte flere stillinger samtidig.

#### Seks ministre
Joseons seks departementer (Yukjo, 육조, 六曹) var den øverste udøvende magt i kongedømmet, bortset fra kongen. Hver minister (Panseo, 판서, 判書) var i i rang nummer tre efter statsrådets ledere og assistenter og havde alle en viceminister (Champan, 참판, 參判), på samme niveau. Af de seks ministrene var det en med højere rang end de andre: ministeren med ansvar for personale. Eftersom statsrådets magt faldt over årene, blev personaleministeren ofte de facto leder af de øvrige ministre. De seks ministerpositioner, rangerede efter vigtighed:
- Personaledepartementet (Ijo, 이조, 吏曹), arbejdede med at udnævne embedsmænd.
- Skattedepartementet (Hojo, 호조, 戶曹) arbejdede med skatter, finanser, folketællinger, landbrug og arealpolitik.
- Ritedepartementet (Yejo, 예조, 禮曺), arbejdede med riter, kultur, diplomati og gwageoeksamner.
- Forsvarsdepartementet (Byeongjo, 병조, 兵曺), arbejdede med militærvæsenet.
- Justitsdepartementet (Hyeongjo, 형조, 刑曺), arbejdede med administration af lovværket, slaveriet og straf.
- Arbejdsdepartementet (Gongjo, 공조, 工曹), arbejdede med industri, offentlige arbejder, produktion, minedrift.

#### Tre kontorer
Joseons tre kontorer, eller Samsa (삼사), er et fællesnavn for de tre organisationer, som funktionerede som de vigtigste organer for trykning, samt for kongens og embedsmændenes finanser og balance. Systemet blev lavet efter det tilsvarende kinesiske systemets mal, men havde en mere fremtrædende rolle i Joseon-Korea, sammenlignet med Kina. I rollen som ansvarlig for trykning havde man ikke som opgave at bestemme eller implementere politik, men havde en indflydelsesrig rolle i den løbende debat.
Embedsmændene, som tjenestegjorde i de tre organisationer, var ofte yngre og med lavere status end andre embedsmænd, men havde til gengæld et stærkt akademisk ry, og nød godt af privilegier og prestige (for eksempel kunne de, som drev med censur, drikke alkohol i arbejdstiden, fordi de også skulle kritisere kongen). For at blive udnævnt, gik man grundigere gennem kandidatens karakter og familiebaggrund. Den sværeste vej til højere positioner i systemet var via Samsa-organerne, og det var stort set altid herfra, at man rekrutterede medlemmer til statsrådet.
De tre organer var:
- Kontoret til generalinspektøren (Saheonbu, 사헌부), overvågede statsmaktens administration og embedsmændene både i de centrale organer og lokalt rundt om, med vægt på korruption, fejlbeslutninger og ineffektivitet. Det var også ansvarlig for offentlig moral og konfucianske skikke og at modtage kritik fra befolkningen. Det blev ledet af en generalinspektør (Daesaheon, 대사헌), en embedsmand fra andet niveau i juniorposition og havde ansat 30 uafhængige embedsmænd.
- Kontoret for censur (Saganwon, 사간원), hovedfunktionen var at protestere over for kongen, hvis der blev udført fejlagtige beslutninger eller anden uhøflig adfærd eller politik. Vigtige dekreter fra kongen blev gennemset af censuren, som bad om at de blev trukket tilbage, hvis de blev ansete som fejlagtige. Det skrev også generelle ytringer om statens tilstand. Det bestod af fem embedsmænd ledede af en chefcensor (Daesagan, 대사간), på tredje senior niveau.

Mens hovedfokus for kontoret for generalinspektøren er embedsmænd og kontoret for censur er kongen, udførte de to kontorer ofte hinandens opgaver. Sammen blev de kaldt for Yangsa (양사) som direkte oversat betyder "begge kontorer", og samarbejdede ofte, særlig i tilfælde, hvor man forsøgte at reversere kongens beslutninger.
- Kontoret for specialrådgivere (Hongmungwan, 홍문관 弘文館, så efter det kongelige bibliotek og fungerede som researchere for studier i konfuciansk filosofi og svarede på kongens spørgsmål. Tjenestemændene deltog i daglige forelæsninger kaldet for gyeongyeon (경연), hvor der blev diskuteret historie og konfuciansk filosofi med kongen. Disse diskussioner førte ofte til, at aktuelle politiske hændelser blev diskuterede, og dermed gav dette også forsamlingen indflydelse som rådgivere. Det blev ledet af en ledende lærd (Daejehak, 대제학), en deltidsstilling på andre seniorniveau, som også blev kombineret med en stilling for eksempel i statsrådet, samt en næstleder (Bujehak, 부제학), som var en fuldtids seniorstilling på niveau tre, som i realiteten sørgede for den daglige drift. At være ledende lærd var en meget prestigefyldt position i det dybt konfucianske koreanske samfund. Kontoret blev etableret for at erstatte Jiphyeonjeon, som blev afviklet af kong Sejo efter drabet på seks ministre.

#### Andre embedsmænd
Blandt det øvrige embedsværk var:
- Det kongelige sekretariat (Seungjeongwon, 승정원), var en liaison mellem kongen og departementerne. Der eksisterede seks sekretariater, et for hvert departement, alle tjenestemænd var seniorer i niveau tre. Hovedopgaven var at videresende kongelige dekreter til departementerne og modtage henvendelser fra embedsværket og indbyggerne til kongen, men var også rådgivere for kongen og tjenestegjorde desuden i nøglestillinger i kongens hof. Dette gjaldt særlig den kongelige chefsekretær, (도승지), som var liason til personaledepartementet og var kongens nærmeste af alle embedsmænd, og derved fik han ofte betydelig magt. Hong Guk-yeong (under Jeongjos styre) og Han Myeong-hwe (under Sejo) er eksempler på de mest indflydelsesrige chefsekretærer.
- Hovedstadsbyreauet (Hanseungbu, 한성부), ansvar for hovedstaden, Hanyang eller dagens Seoul. Det var ledet af Paanyoon(판윤), en anden grads senior embedsmand, modsvarende nutidens borgmester.
- Det kongelige efterforskningsbureau (Uigeumbu, 의금부), var et organ for efterforskning og magtudøvelse direkte underlagt kongen. Det håndterede forræderi og andre alvorlige sager, som bekymrede kongen og kongefamilien. Desuden sørgede bureauet for at arrestere, efterforske, fængsle og gennemføre idømt straf mod mistænkte forbrydere, som ofte var embedsmænd.
- Bureauet for arkiv (Chunchugwan, 춘추관), embedsmænd som skrev, samlede sammen og vedligeholdt myndighedernes arkiver og historiske data. Det blev ledet af en statsråd, og mange af positionerne blev holdt af embedsmænd, som også tjenestegjorde i andre organer. Det var otte histografer, som havde som eneste opgave at skrive mødereferat for de historiske arkiver.
- Seonggyungwan eller det kongelige akademi (성균관) var et kongelig universitet, som skulle uddanne kommende embedsmænd. Disse måtte først gennem to gwageoeksamener før, de blev taget op som studenter. Hver klasse bestod normalt af 200 elever, som boede i et eget internat betalt af staten og fulgte skolens strenge rutiner og regler. Universitetet fungerede også som et helligt sted for konfuciansk visdom. Studenternes meninger om regeringens politik, især gennem samlede udtalelser og demonstrationer, kunne have stærk indflydelse, eftersom de repræsenterede holdninger hos unge og ukorrumperede studenter. Den ansvarlige embedsmand var Daesaseong (대사성), senior på tredje niveau, 36 andre embedsmænd samt også andre fra den øvrige statsadministration, som var med til at drive akademiet.

### Lokal forvaltning
Embedsmænd fra højere niveau blev sendt ud fra centralmyndighederne til lokale myndigheder rundt om i landet. Nogen gange blev en hemmelig kongelig inspektør (Amhaeng-eosa, 암행어사) udnævnt af kongen og sendt ud inkognito for at overvåge embedsværket rundt om. Disse hemmelige inspektører var almindeligvis unge embedsmænd af lavere grad, men havde kongens autoritet til at afsløre korrupte embedsmænd.
- Provinser (Do, 도), det var otte provinser, hver ledet af en guvernør (Gwanchalsa, 관찰사), som havde rang som junior i niveau to.
- Bu (부), administrative kontorer med ansvar for de vigtigste byer i provinserne. Hvert bu blev ledet af en Buyoon (부윤), som modsvarede guvernør i rang.
- Mok (목), det eksisterede 20 moks, som styrede store amter (ju, 주). En mok blev ledet af en Moksa (목사), med rang af senior på niveau tre.
- Amt (Gun, 군), det eksisterede 80 amter, hver ledet af en Gunsu (군수), med rang som junior i niveau fire.
- Hyeon (현), store hyeons blev styret af en Hyeongryeong (현령), med rang som junior i niveau fem, mens mindre hyeoner blev ledede af Hyeonggam (현감), junior på sjette niveau.

### Administrativ inddeling
Gennem det meste af Joseon-Korea blev landet inddelt i otte provinser (do; 도; 道). Provinsgrænserne forblev uændrede i næsten 500 år fra 1413 til 1895, og formede det geografisk paradigme, som fortsat er tydeligt på Koreahalvøen i dagens administrative inddelinger: dialekterne og de regionale skikke og særtræk. De otte provinsers navne er i en eller anden form fortsat i brug.

## Samfund

### Social og befolkningsstruktur
Det hersker stor usikkerhed om befolkningsmængden i Joseon-Korea. Myndighedernes egne arkiver tæller husholdninger men anses som upålidelige. Et moderne estimat giver 6 millioner indbyggere ved starten af år 1392, med varierende vækst frem til 18 millioner i 1750. Mellem 1810 og 1850 faldt befolkningen med vel 10 % og forblev der efter stabilt. Før indførelsen af moderne medicin af Kejserriget Korea tidlig på 1900-tallet, var gennemsnitlig levealder for koreanske mænd 24 år og for kvinder 26 år.
Joseon-Korea etablerede et centraliseret administrativt system, da kong Taejong i 1399 afviklede Dopyeong til fordel for Joseons statsråd, kontrolleret af konfucianske lærde (Yangban). Mod slutningen af 1700-tallet havde yangban skaffet sig de fleste fordele, som blev aristokratiet til del, med undtagelse af statussen, som kom af families position, gwageoeksamnerne for konfuciansk lære og den civile statsadministration. Men yangban-positionen var kun delvis arvelig. Dersom en arving ikke formåede at blive embedsmand i tredje generation efter en yangban, mistede hele familien sin yangban-status. Som oftest måtte man gennem flere gwageoeksamener (man måtte bestå en lavere todelt eksamen (소과) for at kvalificere sig til en højere todelt eksamen, som alle måtte bestås for at blive embedsmand.
Den centrale statsmyndighed og de militære styrker blev kontrollerede af yangban og kongen i en vanskelig balancegang. Antallet yangban af befolkningen kan have været så mange som 30 % i 1800, men der var store lokale variationer. Eftersom statsadministrationen var lille, havde et stort antal yangban lokalt høj status, men ikke nødvendigvis en høj indtægt.
Mellem 30 og 40 % af befolkningen var slaver (nobi), lavstatus (cheonmin) eller de uberørbare lavkaster (baekjeong). Slaveri var arvelig såvel som en form for pålagt straf. Slaver kunne både være ejede af myndighederne og af private slaveejere. Myndighederne gav af og til slaver til indbyggere med højere rang. Privatejede slaver kunne arves som personlig ejendom. Dersom avlingen slog fejl, kunne mange indenfor sangminklassen frivillig blive slaver for at overleve. Slaver både kunne eje og havde som oftest egen ejendom. Private slaver kunne købe sig fri.
Mange af den tilbageværende befolkningen på rundt 40-50 % var bønder, men nyere forskning har rejst spørgsmål omkring størrelsen på andre koreanske klasser og grupper; handelsmænd, lokale embedsmænd, lavere deltidsansatte (chungin), håndværkere og arbejdere, tekstilarbejdere og lignende. Givet befolkningens størrelse kan det være, at en person havde flere roller i flere klasser. Det meste af landbruget var kommercielt og ikke for egen overlevelse. Foruden, at det gav ekstra indtægter, var det at kunne et håndværk nødvendig for at undgå de værste effekter af det tunge og ofte korrupte skattesystem i landbruget.
Sent i Joseons historie tog konfucianske idealer vedrørende ejendom og "filial pietet" gradvis over og var stærkt forbundet med det komplekse sociale hierarki. Tidlig i 1700-tallet klagede socialkritikeren Yi Junghwan (1690–1756) sarkastisk over, at "folk har en tendens til at få en lille omgangskreds på grund af de mange ulige graderinger og rangeringer, som opdeler befolkningen".
Men, som Yi skrev, de uformelle sociale forskelle i det tidligere Joseon, blev styrket af lovlig diskriminering, som for eksempel overflødighedslovgivningen, som regulerede dragtkoden for de ulige sociale grupper, og lover som begrænset arv og kvinders ejendomsret.
Lovene blev antagelig indført på grund af den voksende sociale mobilitet, særlig i det velstående århundrede, som startede omkring 1710.Kongedømmet Joseons oprindelige sociale hierarki blev arvet fra Kongedømmet Goryeo. Mellem 1300- og 1500-tallet var hierarkiet strengt og stabilt. Og fordi de økonomiske muligheder for at ændre sin status var ret begrænsede, var det ikke nødvendigt med en egen lov. Mod slutningen af 1600-1800-tallet opstod nye sociale grupper, og det gamle klassesystem blev svækket. Særlig i regionen Daegu, hvor yangban-klassen i 1858 udgjorde 70 % af befolkningen.
I 1801 blev alle de statsejede slaver frigivet, og dette indebar også afviklingen af slaveriet som system gennem de næste hundrede år. Gaboreformen i 1894 indeholdt en socialplan, som afviklede slaveriet i sin helhed.

## Kultur
Joseon repræsenterede to perioder med stærk kulturel vækst. Joseonkulturen udviklede den koreanske teceremoni, koreanske haver og omfattende historiske bogværker. Kongefamilien sørgede også for at få bygget flere fæstninger og paladser.

### Klæder
I Joseon blev kvindernes jeogori gradvis mere tætsiddende og kortere. På 1500-tallet var jeogrien posede og rakte til nedenfor livet, men mod slutningen af kongedømmet på 1800-tallet var den kortet ned til under brysterne, som nu blev dækkede med klædestykket heoritti. Mod slutningen af 1800-tallet introducerede Heungseon Daewongun den manchuinspirerede jakke magoja, som i nyere tid også bruges sammen med folkedragten hanbok.
Chima var et langt skørt, mens jeogorien var kort og tætsiddende mod slutningen af Joseon-perioden. Skørtets fylde blev udhævet ved hofterne. Flere typer af undertøj blev benyttet under chima, som darisokgot, soksokgot, dansokgot og gojengi for at opnå den ønskede skikkelse. Fordi jeogorien var så kort, blev det naturlig at vise heoritti (eller "heorimari"), som fungerede som et korset.
Overklassen brugte hanbok af tætvævet nettelduk lavet af rami, eller andre højkvalitetsstoffer, som var tætvævede, eller af silke. Folk flest blev begrænset af loven og af ressourcetilgangen til at i bedste fald bruge bomuld. Overklassen bar klæder med varierende farver, men stærke farver blev almindeligvis brugt af børn og piger, mens mindre farverige klæder blev benyttede af midaldrende mænd og kvinder. Folk flest kunne til specielle anledninger bruge svage farver, for eksempel rosa, svagt grøn, grå eller trækul-farvede klæder. Når koreanere gik udendørs, brugte de ydertøjet durumagi, som nåede til knæene.

### Kunst
I mellem-perioden i Joseon bevægede maleteknikkerne sig mod mere realisme. En national malestil af landskaber kaldet for "sand udsigt" startede og bevægede sig fra den traditionelle kinesiske stil med idealiserede generelle landskaber til bestemte steder, som blev korrekt gengivet. Stilen var ikke fotografisk, men akademisk nok til at den blev etableret og støttet som en standardiseret koreansk malestil.
Mellem- og den sene Joseon-periode var en guldalder for koreansk malekunst. Den faldt sammen med chokket over kollapsen for Ming-Kina, manchu-herskernes voksende indflydelse på Kina og kravet overfor de koreanske kunstnerne om at etablere en ny koreansk malestil. På denne tid havde Kina ikke længere overlegen indflydelse over koreansk kunst, som her efter fandt sin egen vej og fik sine egne særtræk sammenlignet med traditionel kinesisk malekunst.
Keramik var en populær kunstform i Joseon-Korea. Eksempler på keramik-kunst inkluderer hvidt porcelæn, ufarvet eller dekoreret med kobolt, eller underglasur i kobberrød, blå eller med jern. Keramik fra Joseon afviger fra tilsvarende i andre perioder, fordi kunstnerne arbejdede ud fra, at hver genstand skulle have sin egen personlige stil.
I begyndelsen af 900-tallet blev hvidt porcelæn bearbejdet i Korea. Historisk er dette overskygget af Celadonperiodens popularitet, og det var ikke før end i 1400- og 1500-tallet, at hvidt porcelæn blev anerkendt for sin egen kunstneriske værdi. Blandt de mest værdsatte koreanske keramikværker er store hvide klukker. Formen symboliserer månen og farven knyttes til idealer om renhed og konfuciansk nøjsomhed. I denne periode blev produktionen af hvidt porcelæn nøje kontrolleret af bureauet, som havde ansvar for kongefamiliens måltider og hofbanketter.
Porcelæn blev oprindelig indført til Korea som en gave fra den kinesiske Xuande-kejseren til Joseon-hoffet. Den første kobolt, som blev benyttet af koreanske kunstnere, blev importeret fra Kina. I 1463 blev der opdaget koboltkilder i Korea, men disse var af så dårlig kvalitet, at man heller foretrak den dyrere importerede kobolt. Dette i modsætning til det nøjsomme neokonfucianske levemåde.
I stærk modsætning til koboltfarvet porcelæn stod porcelæn med kobberrød underglasur, men den var også meget vanskeligere at producere. Disse genstande krævede betydelig mere opmærksomhed og erfaring fra kunstnerens side under produktionen, som ved den mindste fejl kunne give gråtoner i stedet for rød farve. Man ved ikke hvor, denne kunstform opstod, men genstandene dukkede op i 1100-tallet i Korea og blev meget populære i anden halvdel af Joseon-perioden. Nogen eksperter har henvist til ovne i Bunwon-ri i Gwangju i Gyeonggi, som et mulig fødested for denne kunstform, dette uanset spillede denne by en væsentlig rolle i produktion af keramik i Joseon-Korea, muligvis som dets fødested.
Porcelænsgenstande malede med blå underglasur er et andet eksempel på populære genstande i denne perioden. Mange af disse blev malede af hofmalere ansatte af kongefamilien. Dekorering af keramik tog i denne periode over som den dominerende og mest udbredte kunstform, over landskabsmaling.
Porcelæn blev også dekoreret med jern, det gjaldt især store krukker og tilsvarende genstande.

### Arkitektur
- Wikimedia Commons har flere filer relateret til Arkitektur i Kongedømmet Joseon

Joseon-arkitekturen deles i hovedsagen i tre dele: tidlig, mellemste og sen periode, i lighed med landets øvrige kulturelle og kunstneriske udvikling. I den tidlige periode udviklede arkitekturen sig med baggrund i arven fra de tidligere kongedømmer formet efter de konfucianske principper, som erstattede de buddhistiske.
Trods den konfucianske indflydelse blev tidligere tiders aristokratiske smag erstattet med usofistikerede, enkle og nøjsomme linjer med normale kvaliteter. Koreansk arkitektur udviklede sig med sin unikke vilje til at vise periodens ideer og værdier.

#### Brakettsystemer
Et brakettsystem blev benyttet i de vigtigste bygninger på et bestemt område. Det kolonnelignende brakettsystem og et eklektisk brakettsystem, som består af arkitektoniske elementer fra både kolonne og kolonnelignende systemer, blev benyttet for templer og andre vigtige bygninger. Brakettsystemerne var både strukturelt og visuelt vigtige dele af bygningerne og blev udviklet for at følge en strukturel funktion og vise den unikke skønhed i koreansk arkitektur.

#### Dekorative elementer
Arkitektoniske ornamenter og deres symbolske konnotation varierede i udformning. Arkitekter udviste en stærk vilje til at skabe en national form for arkitektur og forsøgte at bruge dekorative elementer af alle slags. Dette skabte en arkitektonisk kontrast med stærk variation af farver, enkelhed og kompleksitet. Dette arkitektoniske udtryk i den senere periode kan minde om de vestlige stilarter barokken og rokoko.
Dancheong er en traditionel koreansk farvedekoration malet på både sekulære og religiøse trebygninger, ofte i stærke farver med komplekse kombinationer på tag og tagryg.

### Uigwe
Uigwe er en samling kongelige protokoller fra Joseon-Korea, som indeholder oplysninger og beskrivelser i tekst og illustrationer om kongefamiliens vigtige ceremonier og riter.

## Videnskab og teknologi
Joseon-Koreas vigtigste videnskabelige periode var under Sejong den store. Sejongs nye politik var at give folk med lavstatus, som for eksempel Jang Yeong-sil, anledning til at arbejde for staten. Jang byggede som ung maskiner for at gøre ulige arbejdsopgaver enklere, og han overså bygning af både akvædukter og kanaler. Jang fik til sidst mulighed for at bo i kongens residens, hvor han ledede en gruppe videnskabsmænd.
Nogen af hans opfindelser er en vandklokke (Jagyeokru) fra 1434, som senere blev udviklet i en mere kompliceret version med astronomisk tillægsudstyr, han forbedrede metaltyperne som tidligere var udviklet for trykning i Goryeo-Korea. Andre ting var en tankmåler, samt en nedbørsmåler.
En mediciner ved hoffet, Heo Jun, skrev flere tekster, den vigtigste Dongui Bogam, som ofte omtales som grundlaget for den traditionelle koreanske medicin. Arbejdet blev spredt til Kina og Japan, hvor det frortsat anses som en af klassikerne i traditionel østlig medicin.
Højdepunktet inden for koreansk astronomi var i Joseon-perioden, da videnskabsmænd som Jang udviklede apparater som en globus, som viste positionen for solen, månen og stjernerne. Senere globuser (Gyupyo, 규표) blev udviklet tilpasset årstiderne.
Af stor betydning inden for astronomi og kalenderudvikling under Sejong var Chiljeongsan (1442), som indeholdt kalkulationer for kursen til syv himmelobjekter, fem synlige planeter, månen og solen. Dette gjorde det mulig for andre videnskabsmænd at kalkulere og forudse alle de store himmelfænomener, så som solformørkelser.
Honcheonsigye er en astronomisk klokke udviklet af Song I-yeong i 1669. Klokken har en armillarsfære med en diameter på 40 cm. Sfæren er aktiveret af en klokkemekanisme, som viser positionen af himmelobjekter på et givet tidspunkt.
Kangnido er et koreansk udviklet verdenskort fra 1402 af Kim Sa-hyeong (김사형, 金士衡), Yi Mu (이무, 李茂) og Yi Hoe (이회, 李撓). Kortet blev udviklet i kong Taejongs andet år som konge og blev lavet ved at kombinere kinesiske, koreanske og japanske kort.
Den første skudsikre vest, Myunjebaegab, blev udviklet i Joseon-Korea på 1860-tallet kort tid efter det franske angreb på Korea i 1866. Heungseon Daewongun beordrede udviklingen af et skudsikkert panser på grund af den voksende trussel fra vestlige hære. Kim Gi-du og Gang Yun fandt ud af, at bomuld kunne beskytte mod kugler, hvis det var tykt nok. Kim og Gangs vest bestod af 30 lag med bomuld. Vestene blev benyttet, da USA angreb Korea under angrebet på Ganghwa i 1871. Den amerikanske styrke fik tag på en vest, bragte den hjem til USA, hvor den blev udstillet på Smithsonian American Art Museum frem til 2007, da vesten blev sendt tilbage til Sydkorea.

## Økonomi

### Næringsliv
Under Goryeo-Korea eksisterede der handel mellem Korea og arabiske nationer, Japan, Kina og Manchuriet. Koreanske handelsfolk tilbød brokade, smykker, ginseng, silke og porcelæn. Kongedømmet Joseon antog konfucianisme som statsreligion ved århundredeskiftet 1300-1400, og en del af det buddhistiske tankegods blev fjernet. Porcelæn blev erstattet af hvidt baekjaporcelæn, som ikke var lige så efterspurgt i Kina og i arabiske lande. Handelen blev også mere begrænset til fordel for landbruget. Dertil kom kinesiske krav om tribut, som førte til, at man i Korea måtte afvikle produktion af enkelte luksusvarer af guld og sølv og begrænse importen til det allermest nødvendige fra Japan. Sølv blev benyttet som valuta i Kina og var derfor en vigtig del af den koreansk-kinesiske handel.

## Den sidste kongefamilie
Efter Japans annektering af Korea i 1910 blev kongefamiliens prinser og prinsesser tvunget til Japan for at blive efteruddannet og gift. Tronens arving kronprins Uimin blev gift med prinsesse Yi Bang-ja née Nashimoto og fik to sønner, prinserne Yi Jin og Yi Gu. Hans ældre broder, prins Ui havde 12 sønner og ni døtre med flere koner og konkubiner.
Kronprinsen mistede sin status i Japan ved afslutningen af 2. verdenskrig, og returnerede til Sydkorea i 1963 efter en invitation fra myndighederne. Han fik slag da flyet landede i Seoul og blev sendt til sygehus i huj og hast. Han kom sig aldrig og døde i 1970. Hans broder, prins Ui, døde i 1955. I Sydkorea blev dette anset som slutningen på den koreanske kongerække.
Prins Yi Seok er en af to tronprætendenter til det afviklede kongedømme. Selve det koreanske monarki blev nedlagt af Japan i 1910. Prins Yi Seok er søn af prins Gang, Gojongs femte søn, og er historieprofessor ved Jeonju University.
Flere af kongehusets efterkommere lever i USA, Canada og Brasil, eller andre steder uden for Korea.
Mange af efterkommernes grave finnes på toppen af et bjerg i Yangju. Ifølge en inskription på gravstenen er det antaget, at efterkommerne er fra kong Seongjeong (9. Joseon-konge). Det blev opdaget, at bjerget tilhører et medlem af kongefamilien, som hedder Yi Won (f. 1958).